# Kurt Kucera
Kurt Kucera (* 17. Juni 1932 in Wien; † 6. April 2004 ebenda) war ein österreichischer Judoka und Funktionär im Österreichischen Judoverband, dessen Präsident er in den Jahren 1967 bis 1987 war.

## Biografie
Kurt Kucera begann seine Karriere als aktiver Judoka beim JC Favoriten und belegte 1954 den zweiten Platz bei der Wiener Meisterschaft in der Kyū-Klasse „schwer“. 1955 wurde er Wiener Meister und erreichte bei der österreichischen Meisterschaft den dritten Platz.

Schon 1953 begann er seine Funktionärslaufbahn, als er das Amt des Jugendreferenten übernahm, das er bis 1955 innehatte. Zusätzlich war er von 1950 bis 1960 Schriftführer und von 1960 bis 1962 Vorsitzender des damaligen Judo-Landesverbandes für Wien, Niederösterreich und Burgenland. Von 1960 bis 1967 war er außerdem Verbandskapitän des ÖJV, und in dieser Funktion für viele Erfolge mitverantwortlich.
Bereits 1965 wurde er als Vertreter des ÖJV in den Bundessportfachratsausschuss (heute BSO) entsandt. 1971 wurde er zum dritten Vizepräsidenten der Europäischen Judo-Union (EJU) gewählt. Auf seine Initiative wurde 1975 von der EJU der Europacup ins Leben gerufen. 1982 wurde er zum zweiten Vizepräsidenten der EJU gewählt.
Durch sein Engagement wurde 1983 mit der Gemeinde Wien ein Vertrag unterzeichnet, der die Gründung eines Wiener Judo-Zentrums zum Ziel hatte. Aus Japan kamen von der Tōkai-Universität Shigeyoshi Matsumae und Ex-Olympiasieger Isao Inokuma. Da Matsumae diesen Vertrag mit unterzeichnete, wurde das Judo-Zentrum nach ihm Matsumae Budocenter genannt.
Am 7. April 1984 wurde Kucera zum Präsidenten der EJU gewählt. Damit war er gleichzeitig Vizepräsident der IJF. Diese beiden Funktionen übte er 12 Jahre lang, also bis 1996, aus. Nach seinem Rücktritt als ÖJV-Präsident wurde ihm die Ehrenpräsidentschaft zugesprochen. Mit einer Amtszeit von 20 Jahren (1967–1987) war er der am längsten amtierende Präsident des ÖJV. Auch in der EJU wurde er zum Ehrenpräsident gewählt, als er sein Amt zurücklegte. Am 11. März 1991 erhielt er von der Tōkai-Universität die „Ehrengastprofessur“ verliehen. Da Kucera weiterhin für den Sport tätig sein wollte, ließ er sich 1992 zum Präsidenten der Österreichischen Bundes-Sportorganisation wählen. Dieses Amt hatte er bis 1995 inne. Außerdem war er lange Jahre Vizepräsident des ÖOC.
Am 6. April 2004 verstarb Kurt Kucera im 72. Lebensjahr. Er wurde am Friedhof der Feuerhalle Simmering bestattet.

## Kurt-Kucera-Halle
Am 30. April 2006 wurde die PAHO-Halle in Kurt-Kucera-Halle umbenannt. An der Halle wurde ein Bronzeguss mit dem Relief von Kurt Kucera angebracht, das der österreichische Künstler Johann Polak, selbst ehemaliger Judoka, angefertigt hatte.
Im Rahmen der Umbenennungsfeierlichkeiten wurde auch erstmals das seither jährlich stattfindende Schülerturnier mit dem Namen Kurt-Kucera-Cup ausgetragen.

## Erfolge als Präsident
In der Amtszeit Kuceras als Präsident feierte der ÖJV seine größten Erfolge:
- Robert Köstenberger wird 1982 in Rostock Europameister in der Klasse bis 95 kg
- Peter Seisenbacher wird 1984 in Los Angeles Olympiasieger in der Klasse bis 86 kg
- Josef Reiter gewinnt 1984 in Los Angeles die Bronzemedaille in der Klasse bis 65 kg
- Peter Seisenbacher wird 1985 in Seoul Weltmeister in der Klasse bis 86 kg
- Peter Seisenbacher wird 1986 in Belgrad Europameister in der Klasse bis 86 kg

- Edith Hrovat wird acht Mal Europameisterin: 1975 in München (bis 48 kg), 1976 in Wien, 1977 in Arlon, 1978 in Köln, 1979 in Kerkrade, 1981 in Madrid, 1982 in Oslo und 1984 in Pirmasens (alles bis 52 kg)
- Gerda Winklbauer wird fünf Mal Europameisterin: 1978 in Köln, 1979 in Kerkrade, 1980 in Udine, 1981 in Madrid und 1983 in Genua (alles bis 56 kg)
- Herta Reiter wird 1982 in Oslo Europameisterin in der Klasse bis 61 kg
- Edith Simon wird 1982 in Oslo Europameisterin in der Klasse bis 66 kg und in der Allkategorie
- Hrovat, Winklbauer und Simon gewannen bei der ersten Frauen-WM 1980 in New York in ihren Gewichtsklassen den Titel.